# カラマ (ワシントン州)
カラマ（英語: Kalama）はアメリカ合衆国ワシントン州カウリッツ郡にある都市。ロングビュー大都市統計地域に属する。2010年国勢調査によると、人口は2,344人。

## 地名の由来
ジェームズ・W・フィリップスは、著書『ワシントン・ステート・プレイス・ネームズ』において、「1871年、ノーザン・パシフィック鉄道のジョン・スプラーグがインディアンの言葉で『可愛らしい乙女』を意味するカラマ（calama）から名付けた。」としている。他の話として、ガブリエル・フランシェールが1811年にカラマ川の河口にあるインディアンの村について記述を残しており、その村がトゥラカラマーと呼ばれていたとしている。

## 歴史
カラマは当初ネイティブ・アメリカン、特にカウリッツ族によって建てられた。1853年に行われたエズラ・ミーカー一家による入植が西洋人初の入植として記録されている。ミーカーは翌年にプヤルアップへ引っ越したが、彼が請求した下げ渡し地の権利はデイヴンポート氏へ売却され、彼と数名の入植者がこの土地に住み続けた。1870年代初頭にはノーザン・パシフィック鉄道の調査員がカウリッツ郡を訪れ、コロンビア川沿いに理想的な終点を発見した。カラマの4マイル南にあるマーティンズ・ブラフにおける土地下げ渡し請求の交渉失敗により、ノーザン・パシフィック鉄道はカラマ周辺の土地を700エーカー購入し、ここに新線の終点と支社を設置することとした。その後、カラマの人口はノーザン・パシフィック鉄道の従業員によって急増した。

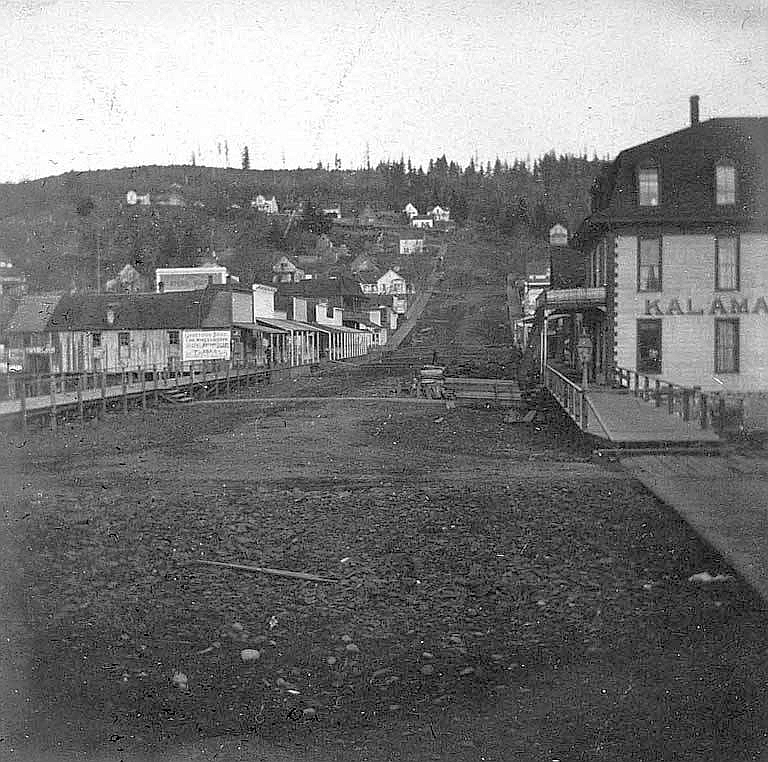
カラマの街並み（1900年撮影）

カラマの町はノーザン・パシフィック鉄道によって開発された。1870年5月に非公式に工事が始められた。同鉄道会社はカラマの町に積荷場、製材工場、カーショップ、円形機関車庫、転車台、ホテル、病院、商店、住宅を建設した。1870年の数ヶ月間で労働人口は約3,500人に達し、町にはテントや酒場、蒸留所、賭博場が新たに建った。さらに、鉄道会社の採用担当はサンフランシスコに赴いて中国人労働者を雇用した。中華街も同時にカラマに移転し、現在では「チャイナ・ガーデンズ」と呼ばれている。1874年はじめには人口が5千人に達するほど発展していたが、1877年に本社がタコマへ移転すると700人まで減少した。
カラマが非公式に法人化したのは1871年11月29日。翌年から1922年まで、カウリッツ郡の郡庁所在地であった。また、1883年からはコロンビア川を渡るノーザン・パシフィック鉄道の鉄道連絡船がゴーブルまで運行されていた。この連絡船は、ポートランドに鉄道橋ができる1909年までの間、この地域の重要な交通手段であった。改めて説明すると、カラマが創設されたのはノーザン・パシフィック鉄道のジョン・スプラーグの投資によるものであり、同社は1870年5月にカラマ川の河口近くに太平洋線の始点を設置することを決めてカラマを創設した。この投資によって、同社はピュージェット湾へ向けて北進する線路の建設を開始したが、結局同社の破産によって建設はタコマまでで中止された。工事は1871年4月におよそ800人によって開始され、5月には起工式がもたれた。そして、タコマ-カラマ間の定期運行が1874年1月5日から開始された。また、ポートランド-ハンターズ線もほぼ同時期に完成し、1883年の秋にはノーザン・パシフィック鉄道の大陸横断完工式典がモンタナ州ヘレナで開催された。さらに翌年10月には線路3本、長さ110mの鉄道連絡船がコロンビア川での運行開始25周年を達成した。ハンターズはゴーブルから1マイル南へ下ったサンディ島の南端に位置している。しかし、タコマでの強い潮の影響によって運航時間はしばしば超過しがちであったため、出発地はサンディ島北端のゴーブルへと変更された。この連絡船は客車であれば12両、貨車であれば27両を一度に輸送することができた。

### 歴史的建築物

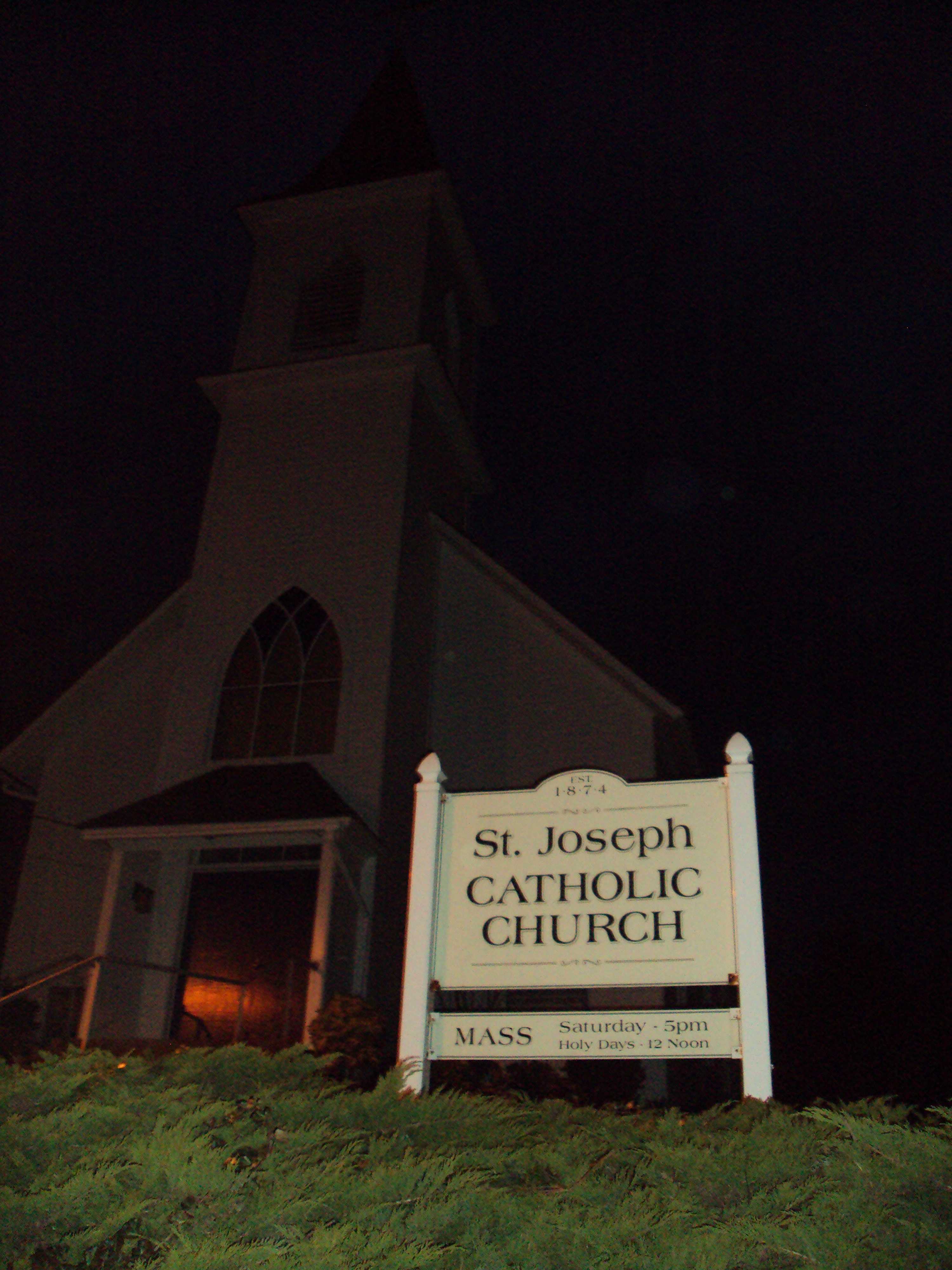
セントジョセフ・カトリック教会

セントジョセフ・カトリック教会はカラマ-タコマ間の鉄道運行が開始された1874年に建設された。

## 地理
地理情報システムにおけるカウリッツ郡のデータによると、総面積は3.5平方マイル。
州間高速道路5号線の27番、30番、32番出口からアクセスが可能。この町の工業地区は川沿いに立地しているが、商業地区は5号線の東側に立地する。住宅地は町の東にある丘の上に立地しており、コロンビア川の壮大な景色を楽しむことができる。

### 気候
夏は涼しく乾燥しており、月平均気温が摂氏22度を超えることはない。ケッペンの気候区分によると、カラマの気候は地中海性気候（Csb）に分類される。

## モンゴメリー・ハウス・ベッド・アンド・ブレックファスト

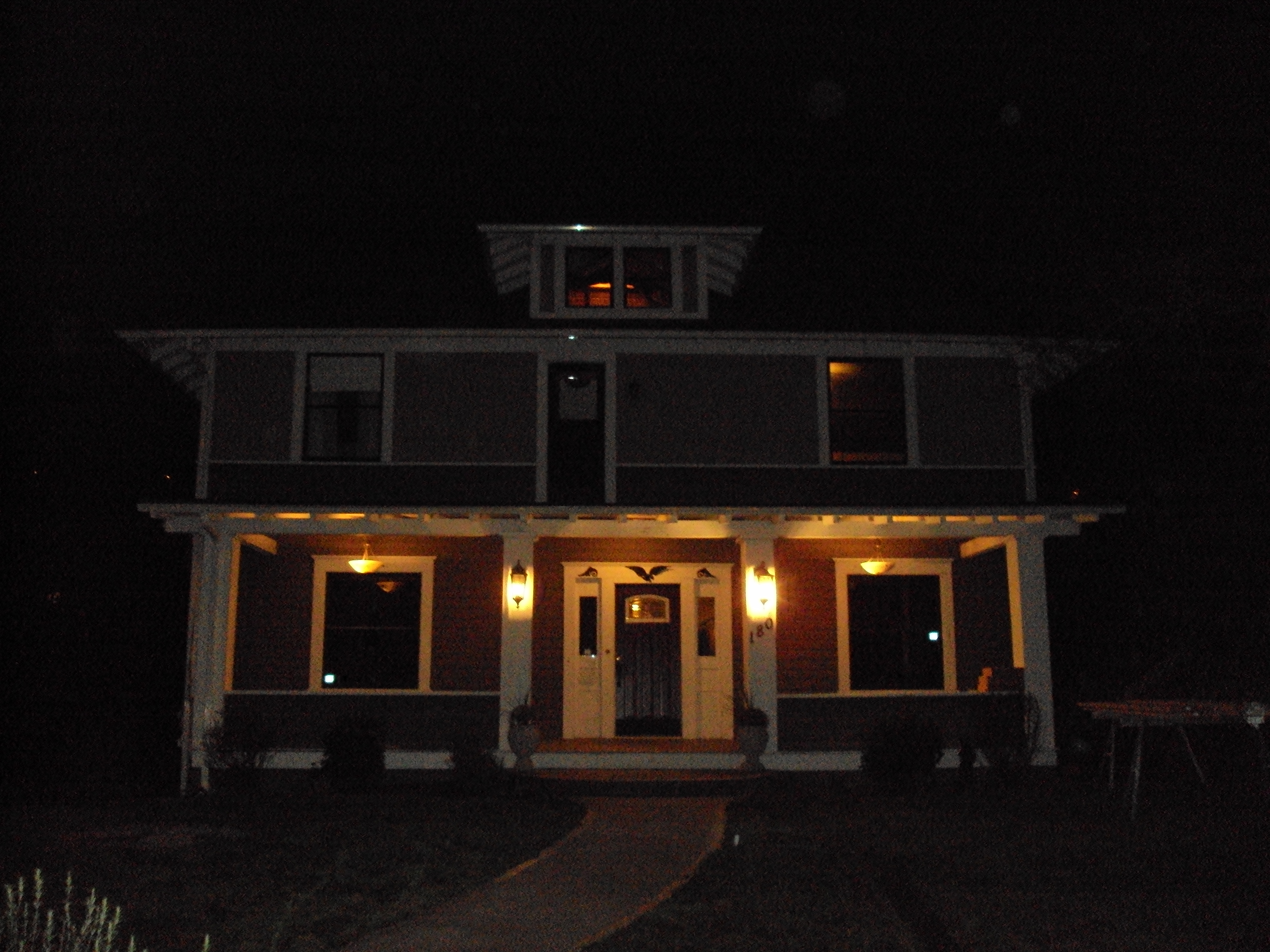
モンゴメリー・ハウス

モンゴメリー・ハウス・ベッド・アンド・ブレックファストは1908年にカウリッツ族の土地に建てられた家である。2009年にドキュメンタリー映画「モンゴメリー・ハウス：完璧なお化け屋敷」で取り上げられた。